# زنباء غرانادية
زنباء غرانادية (الاسم العلمي: Pangonius granatensis) هو نوع من الحشرات يتبع جنس الزنباء من الفصيلة النعرية.